# شنل و خنجر (مجموعه تلویزیونی)
شنل و خنجر مارول یا به اختصار شنل و خنجر (به انگلیسی: Marvel's Cloak & Dagger) یک مجموعه تلویزیونی آمریکایی به سبک اکشن و ابرقهرمانی است که توسط جو پوکاسکی و بر اساس شخصیت‌هایی از شرکت مارول کامیکس به همین نام برای شبکهٔ فری‌فورم ساخته شده‌است. این مجموعه نیز در دنیای سینمایی مارول روایت می‌شود. در این فیلم اولیویا هولت و اوبری ژوزف به ترتیب در نقش‌های تندی بوون / خنجر و تایرون جانسون / شنل ایفای نقش می‌کنند، دو نوجوان که قدرت‌های ابرانسانی بدست می‌آورند و برای نجات شهرشان با یک دیگر همکاری می‌کنند. فصل اول متشکل از ۱۰ قسمت، از ۷ ژوئن ۲۰۱۸، پخش شد. پس از اتمام فصل دوم در سال ۲۰۱۹، در ۲۴ اکتبر همان سال ساخت مجموعه توسط شبکه فری‌فورم متوقف شد.

## داستان
دو نوجوان قدرتمند با نام‌های تندی بوون (اولیویا هولت) و تایرون جانسون (آبری جوزف) با گذشته و زندگی‌های متفاوت، به‌طور اتفاقی با یکدیگر روبرو می‌شوند و نیروهای ابرقهرمانی و خاصی به دست می‌آورند. آنها بعد از مدتی پی می‌برند که قدرت‌هایشان با همکاری و اتحاد یکدیگر بهتر عمل می‌کند.

## بازیگران و شخصیت‌ها

### اصلی
- اولیویا هولت در نقش تندی بوون / خنجر:
- آبری جوزف[۱] در نقش تایرون جانسون / شنل:
- گلوریا روبن در نقش آدینا جانسون:
- آندرئا روث در نقش ملیسا بوون:
- جی.دی. اورمور در نقش جیمز کانرز:
- مایلز ماسندن[۲] در نقش اوتیس جانسون:
- کارل لوندستد[۳] در نقش لیام والش:
- اما لاهانا در نقش بریجید اورایلی / میهم:[۴]
- جیمی زوالوس[۵] در نقش فرانسیس دلگادو:

## قسمت‌ها
| فصل | قسمت‌ها | قسمت‌ها | تاریخ اصلی روی آنتن رفتن | تاریخ اصلی روی آنتن رفتن |
| فصل | قسمت‌ها | قسمت‌ها | اولین بار                | آخرین بار                |
| --- | ------ | ------ | ------------------------ | ------------------------ |
| ۱   | ۱۰     | ۱۰     | ۷ ژوئن ۲۰۱۸              | ۲ اوت ۲۰۱۸               |
| ۲   | ۱۰     | ۱۰     | ۴ آوریل ۲۰۱۹             | ۳۰ مه ۲۰۱۹               |

### فصل ۱ (۲۰۱۸)
| شم. کلی | شم. در فصل | عنوان                 | کارگردان           | نویسنده                                                                     | تاریخ انتشار اصلی | ایالات متحده تعداد بیننده (میلیون) |
| ------- | ---------- | --------------------- | ------------------ | --------------------------------------------------------------------------- | ----------------- | ---------------------------------- |
| ۱       | ۱          | «روشنایی اولیه»       | جینا پرینس-بایدوود | Joe Pokaski                                                                 | ۷ ژوئن ۲۰۱۸       | ۰٫۹۱۹                              |
| ۲       | ۲          | «خودکشی دوی سرعت»     | Alex Garcia Lopez  | Joe Pokaski                                                                 | ۷ ژوئن ۲۰۱۸       | ۰٫۷۵۰                              |
| ۳       | ۳          | «شیشه لک شده»         | Peter Hoar         | داستان : Ariella Blejer & Dawn Kamoche نمایشنامۀ تلویزیونی : Peter Calloway | ۱۴ ژوئن ۲۰۱۸      | ۰٫۵۴۸                              |
| ۴       | ۴          | «تماس/پاسخ»           | آمی کینن مان       | Christine Boylan & Marcus J. Guillory                                       | ۲۱ ژوئن ۲۰۱۸      | ۰٫۶۰۶                              |
| ۵       | ۵          | «جرم پرینستون»        | رای روسو یانگ      | Niceole R. Levy & Joe Pokaski                                               | ۲۸ ژوئن ۲۰۱۸      | ۰٫۵۰۹                              |
| ۶       | ۶          | «آینه‌های خانه سرگرمی» | Jennifer Phang     | J. Holtham & Jenny Klein                                                    | ۵ ژوئیه ۲۰۱۸      | ۰٫۴۹۹                              |
| ۷       | ۷          | «لوتوس خواران»        | Paul Edwards       | Joe Pokaski & Peter Calloway                                                | ۱۲ ژوئیه ۲۰۱۸     | ۰٫۵۳۸                              |
| ۸       | ۸          | «داستان‌های روح»       | Alex Garcia Lopez  | Christine Boylan & Jenny Klein                                              | ۱۹ ژوئیه ۲۰۱۸     | ۰٫۴۰۱                              |
| ۹       | ۹          | «کمر شکن»             | جف وولنو           | Niceole R. Levy & Peter Calloway                                            | ۲۶ ژوئیه ۲۰۱۸     | ۰٫۵۳۱                              |
| ۱۰      | ۱۰         | «سقوط مستعمره»        | Wayne Yip          | Joe Pokaski                                                                 | ۲ اوت ۲۰۱۸        | ۰٫۴۲۳                              |

### فصل ۲ (۲۰۱۹)
| شم. کلی | شم. در فصل | عنوان              | کارگردان          | نویسنده                           | تاریخ انتشار اصلی | ایالات متحده تعداد بیننده (میلیون) |
| ------- | ---------- | ------------------ | ----------------- | --------------------------------- | ----------------- | ---------------------------------- |
| ۱۱      | ۱          | «نیروی بی‌قرار»     | Jennifer Phang    | Joe Pokaski                       | ۴ آوریل ۲۰۱۹      | ۰٫۴۷۷                              |
| ۱۲      | ۲          | «خطوط سفید»        | جف وولنو          | Peter Calloway & Niceole R. Levy  | ۴ آوریل ۲۰۱۹      | ۰٫۳۹۹                              |
| ۱۳      | ۳          | «شخصیت‌های سایه»    | Matt Hastings     | Kate Rorick & Marcus J. Guillory  | ۱۱ آوریل ۲۰۱۹     | ۰٫۴۰۴                              |
| ۱۴      | ۴          | «گرفتن خرگوش»      | Amanda Row        | Joy Kecken & J. Holtham           | ۱۸ آوریل ۲۰۱۹     | ۰٫۳۸۵                              |
| ۱۵      | ۵          | «نمودار هم‌ترازی»   | Rachel Goldberg   | Niceole R. Levy & Peter Calloway  | ۲۵ آوریل ۲۰۱۹     | ۰٫۳۵۹                              |
| ۱۶      | ۶          | «طرفین دیگر»       | Lauren Wolkstein  | Kate Rorick & Pornsak Pichetshote | ۲ مه ۲۰۱۹         | ۰٫۳۱۱                              |
| ۱۷      | ۷          | «صدای وایکینگ‌تاون» | Joe Pokaski       | Joe Pokaski                       | ۹ مه ۲۰۱۹         | ۰٫۳۰۶                              |
| ۱۸      | ۸          | «دو بازیکن»        | Jessika Borsiczky | Kate Rorick & Joy Kecken          | ۱۶ مه ۲۰۱۹        | ۰٫۲۳۵                              |
| ۱۹      | ۹          | «یادداشت آبی»      | آمی کینن مان      | Alexandra Kenyon & Peter Calloway | ۲۳ مه ۲۰۱۹        | ۰٫۳۲۴                              |
| ۲۰      | ۱۰         | «سطح بعدی»         | Philip John       | Joe Pokaski                       | ۳۰ مه ۲۰۱۹        | ۰٫۳۴۶                              |